# حسن صدر سالک
ح‍س‍ن ص‍در ع‍رف‍ائ‍ی بنام به حسن صدر سالک (۱۳ اردیبهشت ۱۲۸۸ – ۱۳۹۲) ادیب و سرایندهٔ ایرانی بود. او سرایندهٔ تصنیف معروف «آتش دل» است. همچنین شعر «بهار من»، که علی خدایی آن را خوانده‌است، و «وداع یار» هم سرودهٔ صدر سالک است. شعر تصنیفِ معروفِ «ای صبا رو سبک‌بار» نیز از او است. آذرنوش صدرسالک، موسیقی‌دان و نوازندهٔ چنگ، فرزند او است. او از نخستین دستیاران علامه دهخدا در نوشتن لغت‌نامهٔ دهخدا بوده‌است.
شعر تصنیف‌های «دگرباره شد تازه‌گلم جلوه‌گر» با آهنگ عبدالحسین برازنده و آواز تاج اصفهانی و نیز «دیدی آخر دل ما را شکستی» با آواز ایرج نیز از صدر سالک است.

## آثار
- س‍روده‍ای س‍ال‍ک